# St. Julien (Tournon-sur-Rhône)

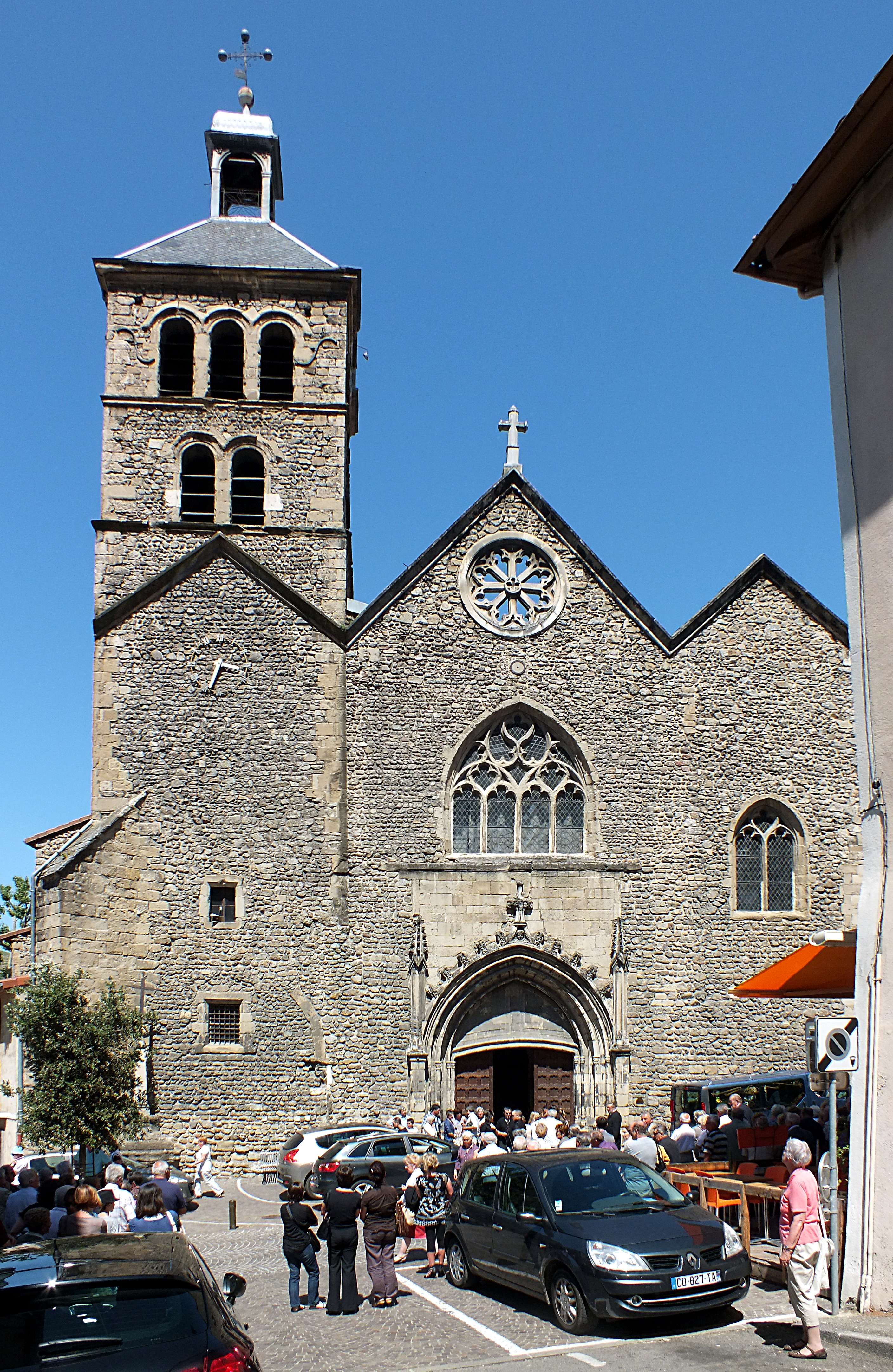
Ansicht von der Westseite

Die Stiftskirche St. Julien ist ein Kirchenbau der katholischen Gemeinde in Tournon-sur-Rhône am Place St Julien. Sie stammt aus dem 14. Jahrhundert und wechselte während der Religionskriege in Frankreich zweimal ihre Zugehörigkeit. Das Gotteshaus befindet sich im alten Stadtzentrum und steht seit 1996 unter Denkmalschutz.

## Geschichte
Das Kirchengebäude im gotischen Flamboyantstil geht auf eine kleine romanischen Kapelle zurück, die hier im 11. Jahrhundert vorhanden war. Der aus Kalk- und Feldsteinen errichtete Sakralbau wurde bei seiner Einweihung am 16. Juni 1316 in den Rang einer Stiftskirche erhoben und erhielt den Namen des Heiligen Julien de Brioude. In der Zeit der Religionskriege wurde die Kirche protestantisch – von 1563 bis 1579. Ab dem 7. Juni 1794 war sie Tempel des Höchsten Wesens («Temple de l'Etre Suprême»), 1795 wurde St. Julien wieder katholisch und blieb es bis heute.
In den Jahren 1963/1964 erfolgte eine umfassende Restaurierung des Kirchengebäudes unter Leitung des Stadtarchitekten Jean Roche. Im Jahr 2002 vereinigte sich die Gemeinde von St. Julien mit der Kirchengemeinde St. Lucas aus Viviers zu St. Luc und gehört damit zum dortigen Bischofsamt.

## Beschreibung

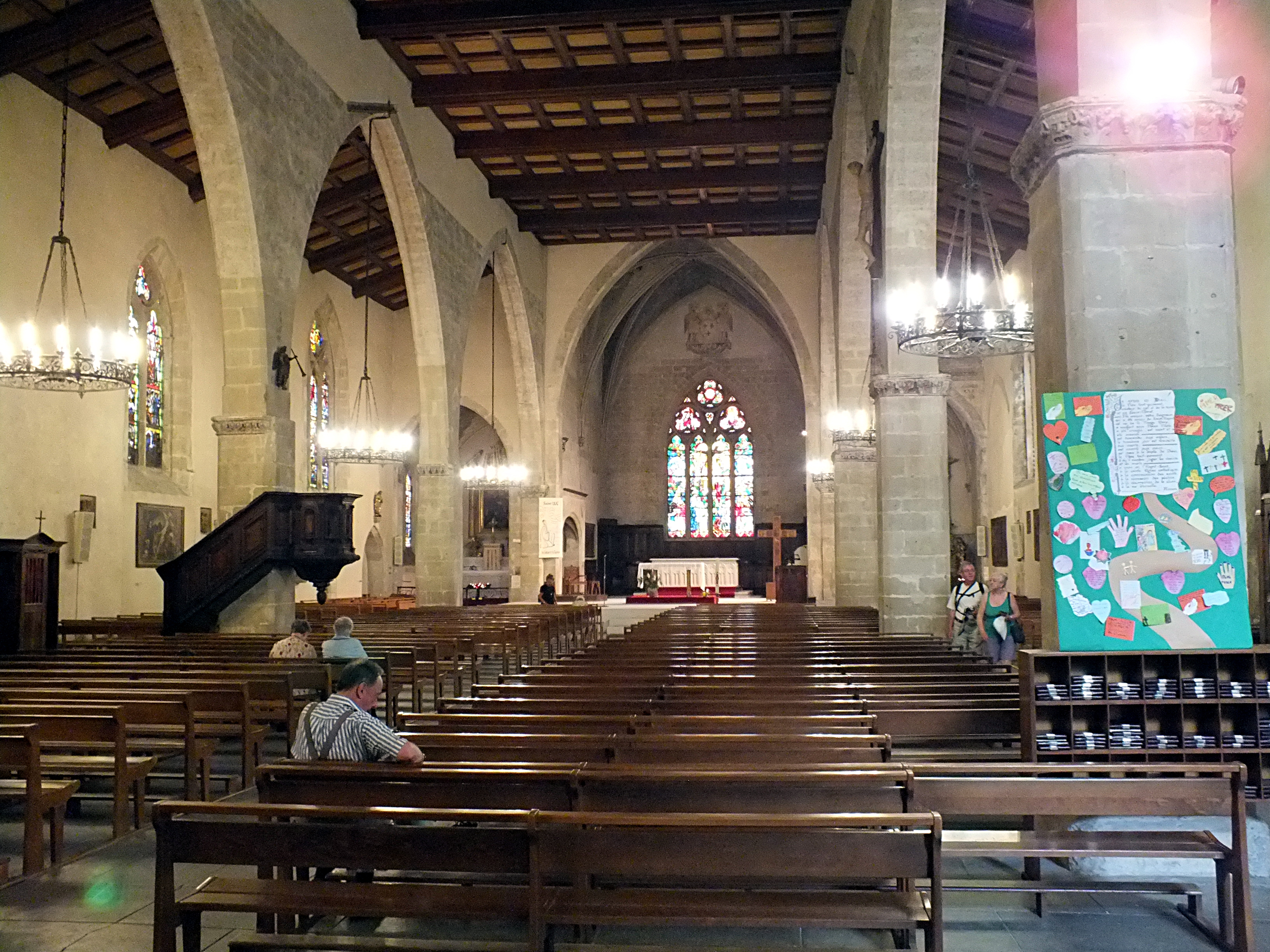
Die Kirchenschiffe

Das langrechteckige Gotteshaus besteht aus dem Kirchenhauptschiff und Seitenschiffen, in denen sich zahlreiche Kapellen befinden, die entweder Familien aus Tournon oder Bruderschaften gehören. Zu nennen sind u. a. Kapellen des St Jean Français Régis und des François II. de Tournon. 
Zur Ausstattung des Kirchengebäudes gehören (Auswahl):
- ein Westturm mit Geläut,
- eine Glocke von 1486 (nicht mehr im Turm, sondern im Eingangsbereich aufgestellt),
- eine geschnitzte Statue des Karmeliterpaters St. Albert aus dem 17. Jahrhundert
- Altar der Notre Dame de la Montaigu;
Es handelt sich um die hölzerne Darstellung der Jungfrau Maria aus der belgischen Stadt Montaigu, die die Kapuziner von Tournon im Jahr der Großen Pest geschenkt bekamen. Die Statue ist der Mittelpunkt einer jährlichen Dankesprozession am 21. November.
- Ölgemälde mit den Titeln Der Erlöser, Die Aufrichtung des Kreuzes, Die Auferstehung (1645, um 1700),
- mehrere vergoldete Holzstatuen, darunter die des St Louis de Gonzagues aus dem 19. Jahrhundert,
- eine Sakramentskapelle,
- Kapelle der Pietà mit der Kopie eines Gemäldes von Carracci aus dem 17. Jahrhundert,
- ein Triptychon aus dem 15. Jahrhundert in der florentischen Schule,
- eine Terrakotta-Statue mit der Darstellung des Namenspatrons,
- das Baptisterium mit einem achteckigen steinernen Taufbecken,
- die hölzerne Kanzel aus dem 17. Jahrhundert, geschmückt mit Statuetten der vier Evangelisten,
- eine Orgel auf Empore,
- eine Totenkapelle zu Ehren des St. Sebastian, St. Eutropius und Anbetung der Hirten; 17. Jahrhundert

Der Chorraum ist vom Hauptschiff über drei Stufen erreichbar und enthält den Altar. Hier ist ein Ölgemälde mit der Kreuzigungsgruppe zu sehen. Die Kirchenschiffe sind nicht wie üblich durch Säulen, sondern durch Pfeiler in Spitzbogenform abgetrennt. Der Kirchenraum wird von einer Holzkassettendecke abgeschlossen.